# Krzysztof Hołowczyc
Krzysztof Wiesław Hołowczyc (Olsztyn, 4 juni 1962) is een Pools rallyrijder.

## Carrière
Krzysztof Hołowczyc debuteerde in 1984 in de rallysport. Hij profileerde zich in de jaren negentig in het Pools rallykampioenschap, dat hij in 1995, 1996 en 1999 uiteindelijk op zijn naam zou schrijven. Met een Subaru Impreza 555 werd hij in 1997 ook Europees rallykampioen.
Vanaf de tweede helft van de jaren negentig was Hołowczyc als privé-rijder ook met regelmaat actief in het Wereldkampioenschap Rally. Zijn beste resultaat in deze periode was een zevende plaats tijdens de 1998 editie van de Rally van Argentinië. Toen de Rally van Polen in het seizoen 2009 terugkeerde op de WK-kalender, kwam Hołowczyc tot de overeenkomst een gastoptreden te maken voor Stobart Ford in een Ford Focus RS WRC. Hij eindigde de rally verdienstelijk op een zesde plaats, daarmee op een punten scorende positie.
Hołowczyc heeft in recente jaren ook met regelmaat deelgenomen aan de Dakar Rally in het auto-klassement. Hij eindigde hierin enkele keren in de top tien, waaronder in 2011 met een semi-officiële BMW X-Raid, eindigend als vijfde.

## Complete resultaten in het Wereldkampioenschap Rally

### Overzicht van deelnames
| Seizoen | Inschrijving                       | Auto                      | 1   | 2      | 3   | 4      | 5      | 6      | 7      | 8      | 9   | 10     | 11     | 12  | 13    | 14     | Pos. | Punten |
| ------- | ---------------------------------- | ------------------------- | --- | ------ | --- | ------ | ------ | ------ | ------ | ------ | --- | ------ | ------ | --- | ----- | ------ | ---- | ------ |
| 1996    | Stomil Olsztyn Mobil1 Rally Team   | Toyota Celica Turbo 4WD   | MON | ZWE 20 | POR | KEN    | IDN    | FRA    | GRI    | ARG    | NZL | FIN    | AUS    | ITA | SPA   |        | -    | 0      |
| 1996    | Stomil Olsztyn Mobil1 Rally Team   | Ford Escort RS Cosworth   |     |        |     |        |        |        |        |        |     |        |        |     |       | GBR NF | -    | 0      |
| 1997    | Stomil Olsztyn Mobil1 Rally Team   | Subaru Impreza 555        | MON | ZWE    | KEN | POR    | SPA    | FRA    | ARG    | GRI    | NZL | FIN    | IDN    | ITA | AUS   | GBR NF | -    | 0      |
| 1998    | Stomil Olsztyn Mobil1 Rally Team   | Subaru Impreza WRC97      | MON | ZWE    | KEN | POR 10 | SPA 13 | FRA    | ARG 7  | GRI    | NZL | FIN    | ITA NF | AUS | GBR 8 |        | -    | 0      |
| 1999    | Turning Point Rally Team           | Subaru Impreza WRC98      | MON | ZWE 15 | KEN | POR NF | SPA    | FRA    | ARG    | GRI    | NZL | FIN    | CHN    | ITA | AUS   | GBR 13 | -    | 0      |
| 2000    | Wizja TV Turning Point R.T.        | Subaru Impreza WRC99      | MON | ZWE 16 | KEN | POR NF | SPA    | ARG NF | GRI NF | NZL    | FIN | CYP NF | FRA    | ITA | AUS   | GBR    | -    | 0      |
| 2003    | Krzysztof Hołowczyc                | Mitsubishi Lancer Evo VII | MON | ZWE 33 | TUR | NZL NF | ARG    | GRI    | CYP    | DUI NF | FIN | AUS    | ITA    | FRA | SPA   | GBR    | -    | 0      |
| 2009    | Stobart VK M-Sport Ford Rally Team | Ford Focus RS WRC 08      | IER | NOO    | CYP | POR    | ARG    | ITA    | GRI    | POL 6  | FIN | AUS    | SPA    | GBR |       |        | 16   | 3      |